# نوک‌قیفی
نوک‌قیفی (نام علمی: Conirostrum) نام یک سرده از تیره فرخنده است.

## گونه‌ها
- زیرسرده Ateleodacnis
  - نوک‌قیفی ته‌بلوطی,	Conirostrum speciosum
  - نوک‌قیفی گوش‌سفید,	Conirostrum leucogenys
  - نوک‌قیفی دورنگه,	Conirostrum bicolor
  - نوک‌قیفی سینه‌مروارید,	Conirostrum margaritae
- زیرسرده Conirostrum
  - نوک‌قیفی خاکسترگون,	Conirostrum cinereum
  - نوک‌قیفی تاماروگو,	Conirostrum tamarugense
  - نوک‌قیفی ابروسفید,	Conirostrum ferrugineiventre
  - نوک‌قیفی ابروحنایی,	Conirostrum rufum
  - نوک‌قیفی پشت‌آبی,	Conirostrum sitticolor
  - نوک‌قیفی کلاه‌دار,	Conirostrum albifrons